# Парламентские выборы на Барбадосе (2008)
Парламентские выборы на Барбадосе прошли 15 января 2008 года. Одновременно с выборами планировался референдум по переходу на республиканскую форму правления, однако Республиканский референдум был отложен.
Демократическая лейбористская партия, находившаяся в оппозиции с 1994 года, одержала неожиданную победу, получив 20 мест парламента. Барбадосская лейбористская партия под руководством премьер-министра Оуэна Артура довольствовалась 10 местами. На некоторых избирательных участках был проведён пересчёт голосов в связи с крайне близкими результатами.
16 января лидер Демократической лейбористской партией Дэвид Томпсон стал премьер-министром. После его смерти 23 октября 2010 года были проведены довыборы в округе, который он представлял.
11 сентября 2008 года депутат от БЛП Гамильтон Лешли объявил о выходе из партии, став беспартийным депутатом, что оставило БЛП с 9 местами до конца парламентской сессии. Позже он присоединился к правящей ДЛП.

## Результаты
| Партия                               | Голоса  | %      | Места |
| ------------------------------------ | ------- | ------ | ----- |
| Демократическая лейбористская партия | 70 135  | 53,21  | 20    |
| Барбадосская лейбористская партия    | 61 316  | 46,52  | 10    |
| Партия народовластия                 | 198     | 0,15   | —     |
| Независимые                          | 129     | 0,10   | —     |
| Народный демократический конгресс    | 28      | 0,02   | —     |
| Действительных голосов               | 131 806 | 100,00 | 30    |
| Источник: The Nation                 |         |        |       |